# Grotte più profonde d'Italia

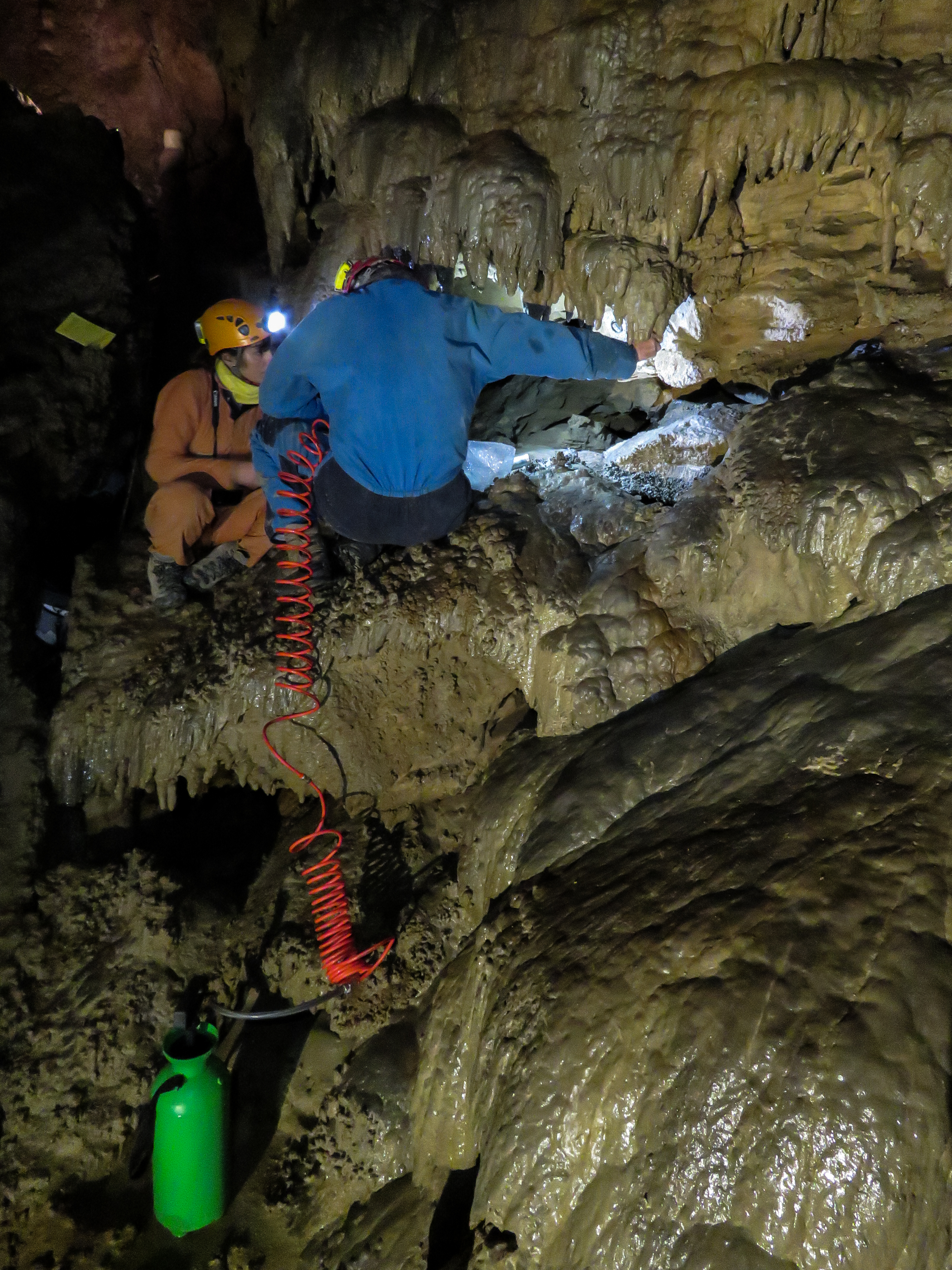
All'interno del Corchia

Questa è una lista delle grotte più profonde d'Italia, che elenca, in ordine decrescente, le grotte con elevata profondità presenti sul suolo italiano.

## Definizione di profondità
Si intende per profondità la differenza tra l'altitudine della risalita più alta della grotta e l'altitudine del suo fondo più basso rispetto all'ingresso (indicato con 0): ad esempio, una grotta come l'Abisso Paolo Roversi che ha una risalita di 100 m e una discesa di 1250 m rispetto al suo ingresso principale, è considerata una grotta di profondità 1350 m.

## Grotte di elevata profondità
Di seguito si indicano le grotte di profondità superiore ai 1000 m sul suolo italiano:
|     | Nome della grotta                                                                       | Località                                                                    | Profondità (m)       |
| --- | --------------------------------------------------------------------------------------- | --------------------------------------------------------------------------- | -------------------- |
| 1.  | Abisso Paolo Roversi                                                                    | Toscana, Lucca, Alpi Apuane                                                 | 1350 (+100/−1250)*   |
| 2.  | Complesso del Releccio                                                                  | Lombardia, Lecco, Gruppo delle Grigne                                       | 1313                 |
| 3.  | Abisso Olivifer                                                                         | Toscana, Massa, Alpi Apuane                                                 | 1215                 |
| 4.  | Complesso dell'Antro del Corchia - Abisso Fighierà - Abisso Farolfi - Buca d'Eolo       | Toscana, Lucca, Alpi Apuane                                                 | 1185 (+512 m/-675 m) |
| 5.  | Abisso Chimera & Complesso della Carcaraia                                              | Toscana, Lucca, Alpi Apuane                                                 | 1172 (+90 m/-1082 m) |
| 6.  | Abisso Perestroika                                                                      | Toscana, Lucca, Alpi Apuane                                                 | 1160                 |
| 7.  | Abisso del Laresot                                                                      | Trentino, Dolomiti di Brenta                                                | 1145                 |
| 8.  | Complesso del Monte Canin (Complesso del Col Delle Erbe & Complesso del Foran del Muss) | Friuli-Venezia Giulia, Alpi Giulie                                          | 1118                 |
| 9.  | Complesso dei Piani Eterni - PE10 - Grotta Isabella                                     | Veneto, Cesiomaggiore, Riserva naturale Piani Eterni - Errera - Val Falcina | 1052                 |
| 10. | Pozzo della Neve                                                                        | Molise, Matese                                                              | 1048                 |
| 11. | Abisso Satanachia o Buca del muschio                                                    | Toscana, Lucca, Alpi Apuane                                                 | 1042                 |
| 12. | Led Zeppelin                                                                            | Friuli-Venezia Giulia, Udine, Alpi Giulie                                   | 1036                 |
| 13. | Buca Go Fredo                                                                           | Toscana, Lucca, Alpi Apuane                                                 | 1030 (+110/-920)     |
| 14. | Abisso di Malga Fossetta                                                                | Veneto, Enego, Altopiano dei Sette Comuni                                   | 1011                 |
| 15. | Complesso del Monte Tambura - Abisso Pinelli - Abisso Pianone - Abisso Paleri           | Toscana, Massa, Alpi Apuane                                                 | 1008 (+600/-408)     |